# ミスター・ロボット
ミスター・ロボット (Mr. Roboto) は、スティクスの1983年のコンセプトアルバム『キルロイ・ワズ・ヒア』に収録されているデニス・デ・ヤング作詞、作曲による楽曲である。この曲はBillboard Hot 100の第3位を記録し、スティクスにとって1981年の"トゥー・マッチ・タイム・オン・マイ・ハンズ"以来のヒット作となった。"ミスター・ロボット"はスティクスの楽曲で最も人気があり、前作のスタジオアルバムであるパラダイス・シアターからカップリングした"スノーブラインド"をB面にした45 回転のシングル盤も発表された。

## 解説と背景
"ミスター・ロボット"のコーラスにキャッチフレーズの「ドモ アリガト、ミスター・ロボット」の句が含まれている。「ドモ アリガト」は、英語で"thank you very much"と訳される日本語の語句である。
楽曲冒頭の歌詞を日本語で下記する。
どうもありがとうミスターロボット (dōmo arigatō misutā Robotto)
また会う日まで (mata au hi made)
どうもありがとうミスターロボット (dōmo arigatō misutā Robotto)
秘密を知りたい (himitsu wo shiritai)
この歌は、ロックオペラ『キルロイ・ワズ・ヒア』でロバート・オーリン・チャールズ・キルロイ (Robert Orin Charles Kilroy:ROCK) の架空の物語の一部を語っている。反ロックンロール団体の (the Majority for Musical Morality:MMM) と設立者のエヴェレット・ライテアス博士（Dr. Everett Righteous、ギタリストのジェームズ・ヤングが演じる）により「社会不適格ロックンローラー」の罪で未来の刑務所に収監されているロックンローラーのキルロイ（キーボード奏者のデニス・デ・ヤングが演じる）がこの歌を歌う。「ロボット (Roboto)」は刑務所内の諸任務をこなすロボットを具現化しており、キルロイは看守「ロボット」を乗っ取り、内部を空にした「ロボット」の金属製外殻の中に隠れることで刑務所から脱獄する。歌の最後の最後でジョナサン・チャンス（Jonathan Chance、ギタリストのトミー・ショウが演じる）がついにキルロイと出会うと、様変わりしたキルロイは「私はキルロイである！私がキルロイだ！」と叫び歌は終わる。
この楽曲は、1980年代におけるテクノロジーとロボットの有り様も映している。キルロイ・ワズ・ヒアは、第二次世界大戦頃からアメリカ軍兵士の間で流行している伝統的な落書きの文句である。
機械的な調子で歌われるキャッチフレーズはヴォコーダーにより作り出され、この楽曲ではオーバーハイムOB-XaとパームプロダクツPPG Waveのシンセサイザーが多用されている。
スタン・ウィンストンが手掛けた「ロボット」の衣装と仮面は、アルバム『キルロイ・ワズ・ヒア』のカバーを印象的に飾っている。"ミスター・ロボット"はA&Mレコードの要請により最終段階で"ドント・レット・イット・エンド"に代わって同アルバムからの最初のシングルとして発表された。

## ビデオ
ブライアン・ギブソンが監督したミュージックビデオは、ジョナサン・チャンスがキルロイに会うためロック博物館の中を歩いていると一体のロボットが近づいてくる場面から始まる。この後、5体のロボットが動き、踊る場面に転換し、そのすぐ後でロボット達が髭をそり落としたデニス・デ・ヤング（彼は1982年のパラダイス・シアター ツアーを最後にトレードマークの口髭をそり落とし、現在まで髭を蓄えずにいる）を含むスティクスのメンバーに変身する。その後のビデオでは舞台上のバンドの演奏や歌と『キルロイ・ワズ・ヒア』の背景映像の場面が繰り返される。それからスティクスのメンバーが再びロボットの姿に戻り、デ・ヤングがロボットと対決し一体のロボットの耳元で叫んだ後で倒れる。目が覚めるとデ・ヤングは自分が実験台にされていることに気付き逃走を計る。その後ビデオの冒頭シーンの最後へ戻り、ジョナサン・チャンスが舞台上に上ってくるとロボットはマスクを脱いで正体がキルロイであることを表す。ライトが当てられたロボットの別のショットがビデオの最後で使用されている。

## チャート

### 週間チャート
| チャート (1983年)                   | 最高位 |
| ----------------------------------- | ------ |
| オーストラリア (Kent Music Report)  | 40     |
| カナダ トップシングルス (RPM)       | 1      |
| UK シングルス (OCC)                 | 90     |
| US Billboard Hot 100                | 3      |
| US Mainstream Rock (Billboard)      | 3      |
| 西ドイツ (GfK Entertainment charts) | 8      |

### 年間チャート
| チャート (1983年)                         | 順位 |
| ----------------------------------------- | ---- |
| 全米 トップ・ポップ・シングル (Billboard) | 28   |

## メディア使用

### 映画
- 映画『パーフェクト・マン ウソからはじまる運命の恋』内でホリー (Holly) の母親がレニー (Lenny) に誘われデートでスティクスのコピーバンドを見に行き、そこで最初に本楽曲が歌われる。レニーはヴォーカルがオリジナルほど良くはないことに気付くが、もし目を閉じていれば違いは分からないというのがホリーの反駁の言い分であった。このコピーバンドのヴォーカルはデニス・デ・ヤングが演じている[8]。
- アダム・サンドラー主演の2002年の映画『エイト・クレージー・ナイツ（英語版）』で使用されている[9]。
- 『オースティン・パワーズ ゴールドメンバー』内の悪者の一人が日本のロボット人間「ミスター・ロボット」である。オースチンは「ドモ アリガト、ミスター・ロボット」と彼に挨拶をする。
- 2012年の日本映画『ロボジー』の主題歌として採用され、主演の五十嵐信次郎を含むユニット「五十嵐信次郎とシルバー人材センター」がカヴァーした。

### テレビ番組
- コメディアンのトム・グリーンは、MTV向けに『サブウェイ・モンキー・アワー』の特別挿話の撮影に日本を訪れたときにこのフレーズを使用していた。グリーンは自身のインターネットのトーク番組『トム・グリーンズ・ハウス・トゥナイト（英語版）』で日本にイタズラ電話をかけるときも頻繁にこのフレーズを使用した。
- 『マイネーム・イズ・アール』のシーズン2、第5話「Van Hickey」の最後でアールとランディがストロボスコープで映し出される中で、本楽曲に合わせてロボットダンスを踊る。
- 『チャック』のシーズン2ファイナルでジェフ (Jeff) とレスター (Lester) がエリー (Ellie) とデヴォン (Devon's) の結婚式で演奏し、この場面で銃撃戦が勃発する。3つのヴァージョンを聴くことができる。1つは俳優でジェフ役のスコット・キンスキー (Scott Krinsky) とレスター役のヴィク・サヘイ (Vik Sahay) が歌う版、この回のためのオーケストラ版とスティクスのオリジナル版である[10]。
- 『ベリー・フル・オブ・ターキー（英語版）』内「How I Met Your Mother」の回の最終場面（ストリップクラブの中）でこの曲が流れる[11][要出典]。
- 『ドレイク&ジョシュ』の挿話の中でドレイクがジョシュを苛立たせる「ドモ アリガト、ミスター・ロボット」のフレーズを繰り返す。
- 『MR. ROBOT/ミスター・ロボット』シーズン4で満を持してこの曲が流れた。

#### 日本のテレビ番組
- テレビドラマ版『電車男』の中で何度も流される。
- 『ライオンのごきげんよう』でCOROZO（コロゾー）が登場する際にBGMとして使われているほか、ロボットに関連するあらゆるシーンで多用されている。
- 『発掘!あるある大事典II』、『おじゃマンボウ』、『お願い!ランキング』のオープニングで、POLYSICSが同曲をアレンジした楽曲『ドモアリガトミスターロボット』が使用されている。

### アニメーション・ゲーム
- 『ザ・シンプソンズ』の第7シーズンの挿話『チーム・ホーマー』(Team Homer) の中、ボウリング場でホーマーがオットーの声援を始める。声援は、

「為せば成るオットー、それが俺達の明日のモット。助け合いが俺達のモット。」("You can do it Otto, that could be our motto! Help each other out that'll be our motto".) - ホーマー
「スペアをとったら奢ってやるぜ、只でジェラート！」("Make this spare, I give you free gelato!") - アプー
「戻ってきたら飲ませてやろう、キツいスピリット！」("Then back to my place where I will get you bloto!") - モー
「ドモ アリガト、ミスター・ロボット！」("Domo Arigato, Mr. Roboto!") - ホーマー
- 「ドモ アリガト、ミスター・ロボット」のフレーズは『フューチュラマ』の挿話『30% アイアンシェフ』(The 30% Iron Chef) でベンダーに向けて発せられる。
- ゲーム『バンド・ヒーロ（英語版）』で使用されている。
- ゲーム『Stellaris』では、ロボットの住民を製造したときに実績「Domo Arigato」が取得される。

### 音楽
- アルバム『ゴードン（英語版）』からの「キング・オブ・ベッドサイド・マナー」（King of Bedside Manor）の歌の中でベアネイキッド・レディースが「スティックス」と叫んだ後で「ドモ アリガト、ミスター・ロボット」のフレーズを歌い、最後には歌の終わりまで徐々に速く「ドモ」のフレーズを繰り返し歌う。

### CM
- 1983年に、本田技研工業製作のホンダ・タクトのCMソングに起用された。
- 1999年にフォルクスワーゲンのCMで、俳優のトニー・ヘイルが車内で本楽曲に合わせて踊る。このCMはのちにアレステッド・ディベロプメント シリーズでトニー・ヘイルがバスター (Buster) 役を演じた際に引用された。フラッシュバック状態でバスターが本楽曲を聞くと車の中で曲に合わせてロボットダンスを始め、義肢の鉤爪をダッシュボードに突き立てる[要出典]。

### その他
- 『シャーロック・マシーナリー』の2009年11月16日月曜日の回で「ドモ アリガト、ミスター・ロボット」というフレーズが使用された[12]。
- YouTubeの『Evolution Of Dance』でジェドソン・ライプリーがこの曲に合わせてロボットダンスを踊っている。[要出典]。
- アニメーション監督の加藤久仁生が2009年にアカデミー賞の一部門である短編アニメーション賞を受賞した際、勤務先の社名を引いて「ドウモアリガトウ、ミスターロボット」と受賞スピーチを締めて会場の笑いを誘った。